# Transport a l'Uruguai

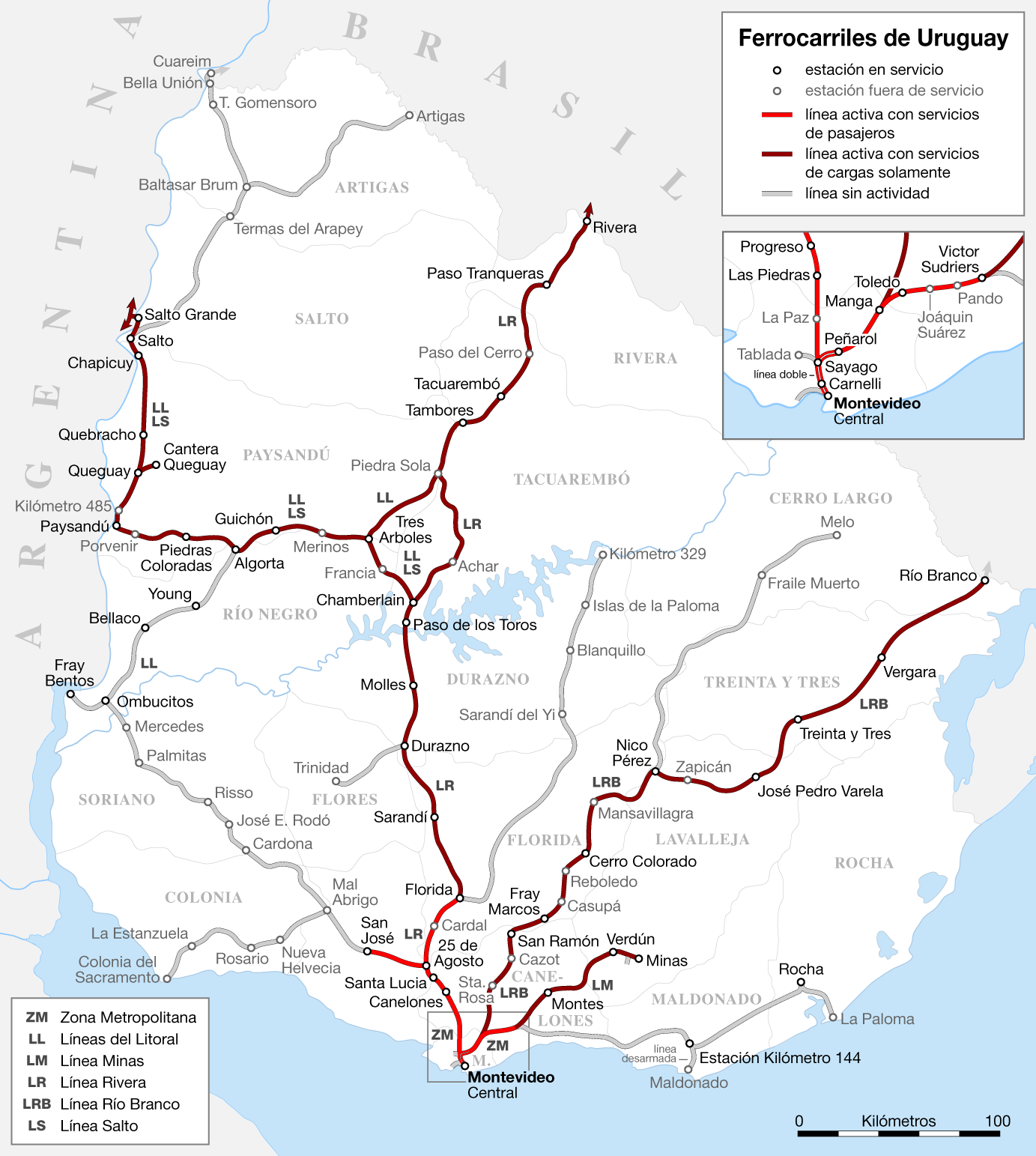
Mapa esquemàtic de la xarxa ferroviària de l'Uruguai.

El transport a l'Uruguai comprèn els àmbits terrestre, nàutic i aeronàutic. El país té una superfície geogràfica de 176.215 km² i gairebé tot el territori es troba connectat per una xarxa de carreteres pavimentades, de formigó i també sense asfalt.

## Ferrocarril

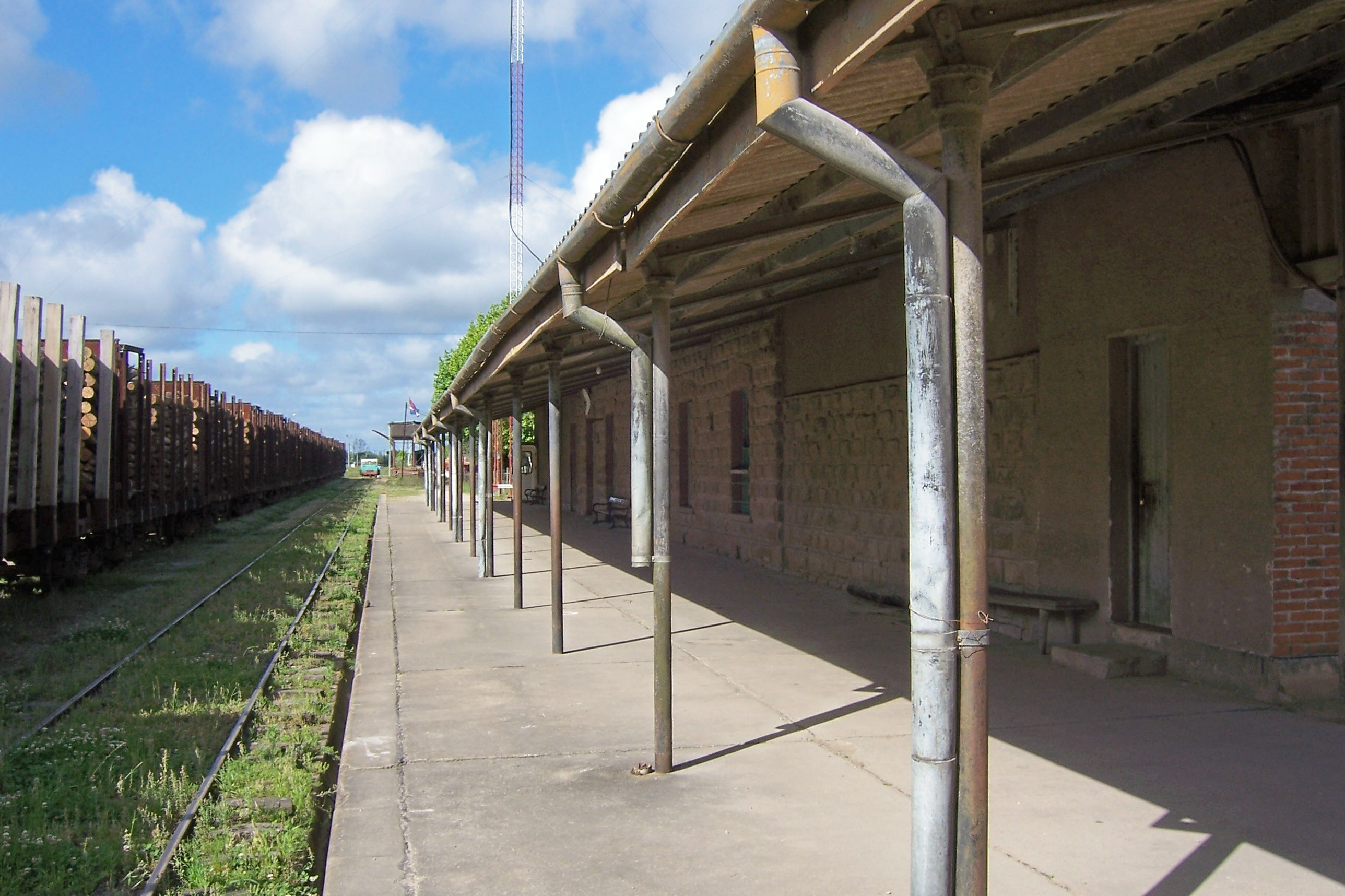
Estació de Tacuarembó.

Els treballs de construcció de la primera línia de ferrocarrils a l'Uruguai van començar el 25 d'abril de 1867, al Paso Molino. L'empresa nacional "Ferrocarril Central" havia obtingut la concessió per a l'estesa de vies fins a la ciutat de Durazno, a 205 km al nord de Montevideo. No obstant això, des de feia més d'una dècada s'havien presentat projectes sense resultats. El primer tram, de 18 km entre Bella Vista i Las Piedras, es va inaugurar l'1 de gener de 1869. Per a continuar l'extensió de la línia i a causa de la falta de capitals al país, es van contractar diversos emprèstits a Londres, on, com a forma de control, es va constituir un directori.
Vists els problemes financers i els alts costos de l'administració nacional, els britànics van adquirir la majoria de les accions. El "Central Uruguay Railway", la més gran de les empreses britàniques que van operar al país, va néixer formalment l'1 de gener de 1878.
Ja en aquest temps hi havien aparegut diverses empreses que, si bé van ser iniciades per capitals nacionals, van acabar sota control britànic en no trobar capitals al país per a culminar les obres. El 31 de març de 1949, la totalitat de la xarxa ferroviària va ser nacionalitzada.
Actualment, el país té 2.835,558 quilòmetres de xarxa ferroviària, dels quals només 1.507,832 km es troben operatius.

### Servei de passatgers
Els serveis regulars de passatgers operen entre Montevideo i el poble de Veinticinco de Agosto (departament de Florida) (63 km) des del 26 d'agost de 1993 (anteriorment, tots els serveis havien estat cancel·lats el 2 de gener de 1988). Un tren diari es va estendre a San José de Mayo (a 96 km de Montevideo) el 15 de gener del 2007, i un altre es va estendre des de Veinticinco de Agosto cap a Florida el 2 de gener del 2008. Una altra línia, la qual opera entre Montevideo i Ingeniero Víctor Sudriers, va ser reoberta el 15 de desembre de 2005 (44 km).
L'Administració de Ferrocarrils de l'Estat (AFE) ha comunicat que les obres que van començar el gener del 2010 tindran com a objectiu renovar 419 km de vies a la regió Pintado-Rivera de la línia principal i part de la xarxa internacional des de Rivera fins a Santana do Livramento (Brasil). S'usarà un tren fabricat a Rússia per així pagar un deute d'aquest país amb l'Uruguai.

## Carreteres

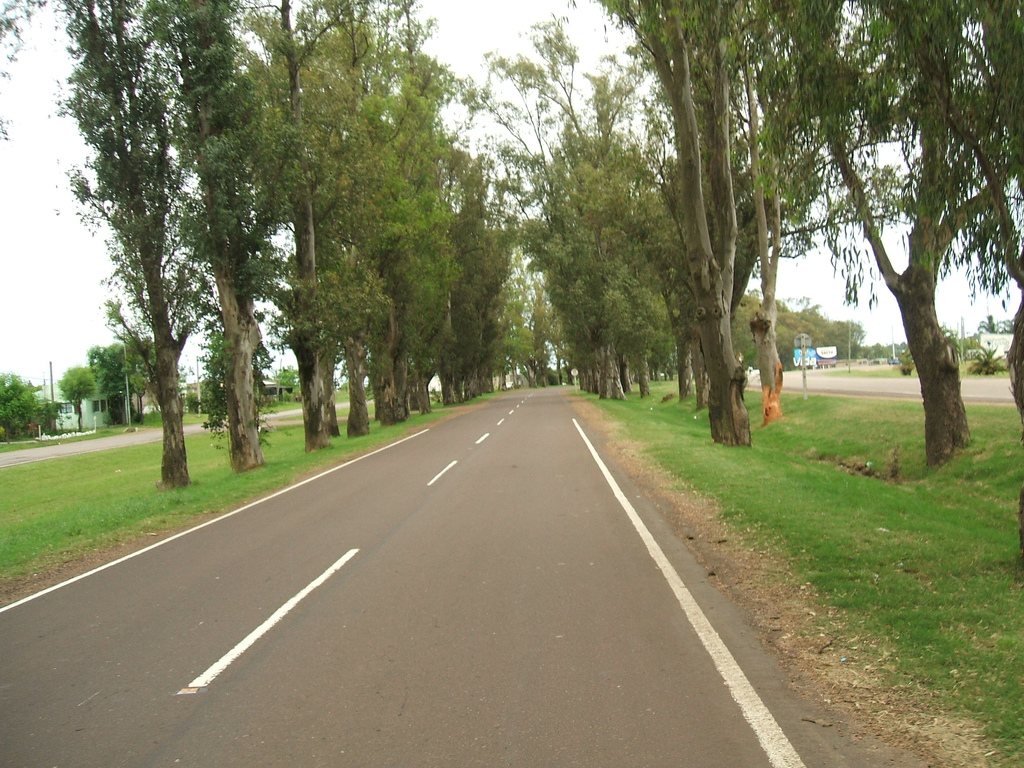
Carretera a Salto, nord-oest del país.

Les carreteres són les més importants vies de transport existents al país, i elles connecten les principals ciutats. L'Uruguai té una xarxa de 8.698 km, dels quals 303 km són de formigó, 3.164 km de carpeta asfàltica, 4.220 km de tractament bituminós i 1.009 km de tosca.
El Ministeri de Transport i Obres Públiques classifica a les rutes uruguaianes en: Corredor Internacional, Xarxa Primària, Xarxa Secundària i Xarxa Terciària. Les primeres, com indica el seu nom, són de recorregut internacional. Les primàries són aquelles de major trajecte i de trànsit pesat, les quals generalment connecten amb les capitals de departament i d'altres nuclis poblacionals.
Les secundàries i terciàries són vies que uneixen localitats menors, alguns balnearis o zones agroindustrials importants. Estan construïdes amb tractament bituminós o tosca.

### Corredors internacionals

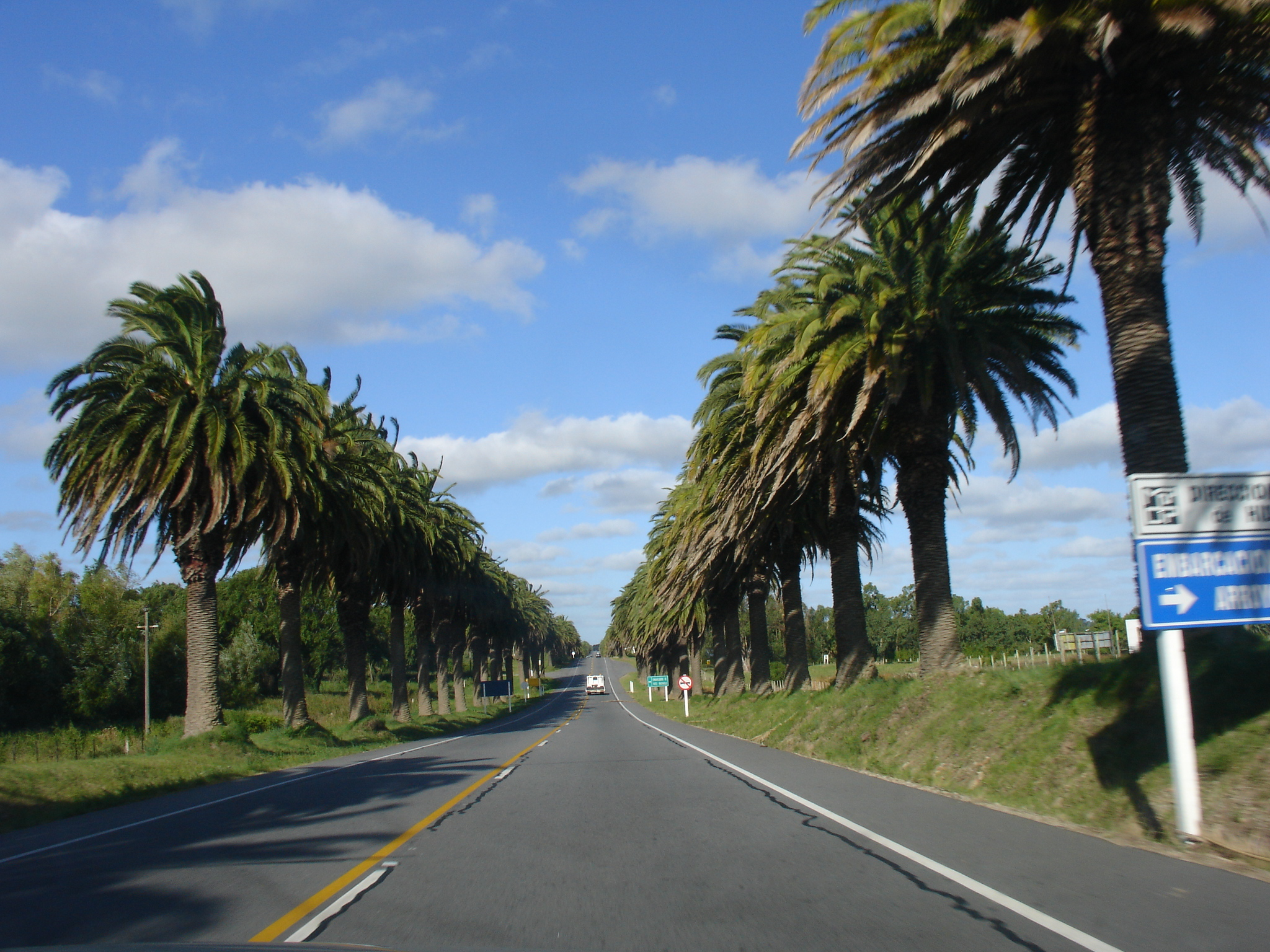
Carretera al departament de San José.

Són les que connecten Montevideo amb les principals ciutats de l'Uruguai, amb un recorregut generalment de llarga distància:
- Ruta 1 (Brigadier General Manuel Oribe): trajecte Montevideo—Colonia del Sacramento (177 km)
- Ruta 2: trajecte Ruta 1—Fray Bentos. Principals recorreguts: Rosario, Cardona i Mercedes. Longitud aproximada: 180 km.
- Ruta 3 (General José Gervasio Artigas): trajecte San José—Artigas. Connecta amb el nord del país. Principals recorreguts: Trinidad, Young, Paysandú i Salto. Longitud aproximada: 550 km.
- Ruta 5 (Brigadier General Fructuoso Rivera): trajecte Montevideo (nord)—Rivera. Principals recorreguts: Progreso, Canelones, Florida, Sarandí Grande, Paso de los Toros i Tacuarembó. Longitud aproximada: 500 km.
- Ruta 8 (Brigadier General Juan Antonio Lavalleja): trajecte Montevideo (nord-est)—Aceguá. Principals recorreguts: Pando, Solís de Mataojo, Minas, Treinta y Tres, Isidoro Noblia i Melo. Longitud aproximada: 447 km.
- Ruta 9: trajecte Ruta 8—Chuy. Principals recorreguts: San Carlos i Rocha. Longitud aproximada: 250 km.
- Ruta IB: trajecte Canelones (est)—Punta del Este. Principals recorreguts: Ciudad de la Costa, Piriápolis i Maldonado. Longitud aproximada: 120 km.

## Ports

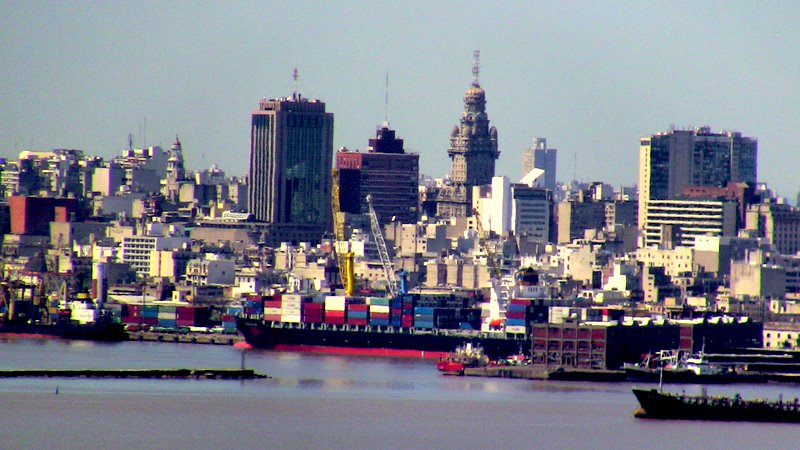
Port de Montevideo.

L'Uruguai té aproximadament 1.600 km d'hidrovies. S'estenen per la costa riuplatenca, els rius interiors (sobretot el Santa Lucía, el Río Negro i el Cuareim), el riu Uruguai, i la zona marítima i atlàntica. El port principal del país es troba a la capital, Montevideo.
Altres ports destacats són:
- Bella Unión (nord).
- Colonia del Sacramento (sud-oest).
- Fray Bentos (oest).[7]
- La Paloma (sud-est).
- Nueva Palmira (oest).[8]
- Paysandú (oest).[9]
- Piriápolis (sud-est).
- Punta del Este (sud-est).
- Salto (nord-oest).[10]

## Aeroports
D'acord amb les dades del 1999, l'Uruguai tenia 65 aeroports, la majoria dels quals són nacionals i regionals. D'aquests, 15 tenen paviment i els altres 50 no es troben asfaltats. L'únic aeroport internacional amb vols de llarga distància és l'Aeroport Internacional de Carrasco (en castellà i oficialment, Aeropuerto Internacional de Carrasco General Cesáreo L. Berisso), ubicat al sud-est del departament de Canelones, que serveix de connexió amb Montevideo i la seva àrea metropolitana.
La companyia aèria uruguaiana és Pluna ("Primeres Línies Uruguaianes de Navegació Aèria"). Va ser fundada el 1936 i opera des de l'Aeroport de Carrasco. Actualment, Pluna té vols amb destinació Espanya i Amèrica del Sud.

## Transport urbà

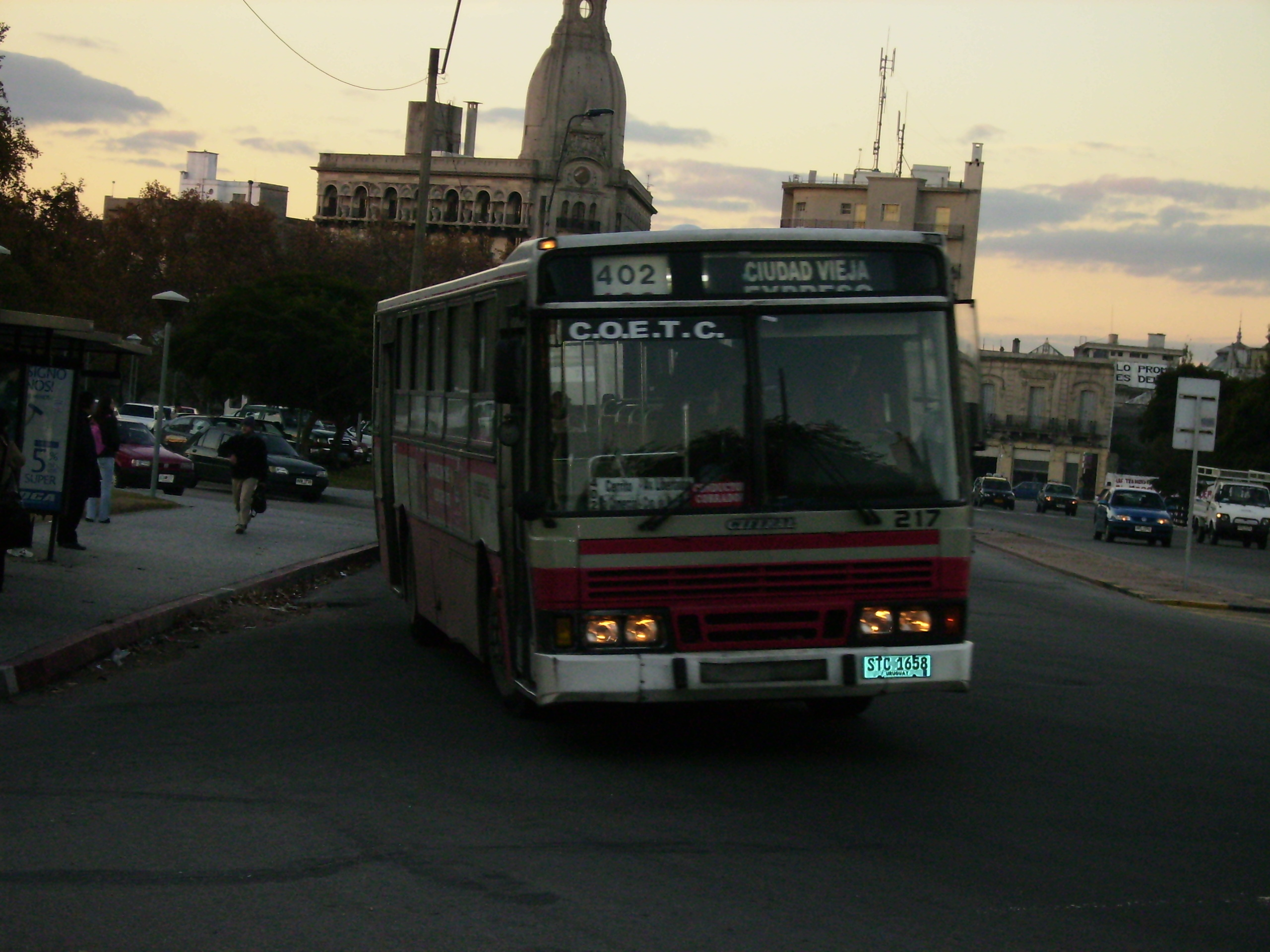
Autobús urbà a Montevideo.

Montevideo es troba servida per diverses línies d'autobusos (localment coneguts com a "òmnibus") que comuniquen els diferents barris de la ciutat. La principal companyia que opera a la ciutat és Cutcsa. Durant els anys 1970 i 1980, Montevideo també tenia un servei de tramvies.
L'autobús és un mitjà alternatiu de transport també en ciutats grans com Salto, Ciudad de la Costa, Las Piedras i Paydandú. A l'Uruguai no hi ha metro. Una de les raons per les quals la ciutat de Montevideo, amb una població de més d'1,5 milions d'habitants, no té línies de metro és, segons explicacions científiques, la geologia rocosa del sòl, el que impossibilita la seva construcció o, almenys, la dificulta.
La capital també té estacions d'autobusos que realitzen viatges a altres punts del país i a l'estranger, sobretot a l'Argentina, Xile, Paraguai i Brasil (Con Sud). La més coneguda i transitada és la Terminal Tres Cruces.

### Terminal Tres Cruces
La Terminal Tres Cruces és la principal terminal d'autobusos de l'Uruguai per concentrar el major tràfic de passatgers i autobusos tant nacionals com a internacionals, i qual està incrementant-se any a any. La terminal té un tràfic de més de 20.000.000 de persones a l'any, que viatgen cap a i des de Montevideo.

## Altres mitjans de transport

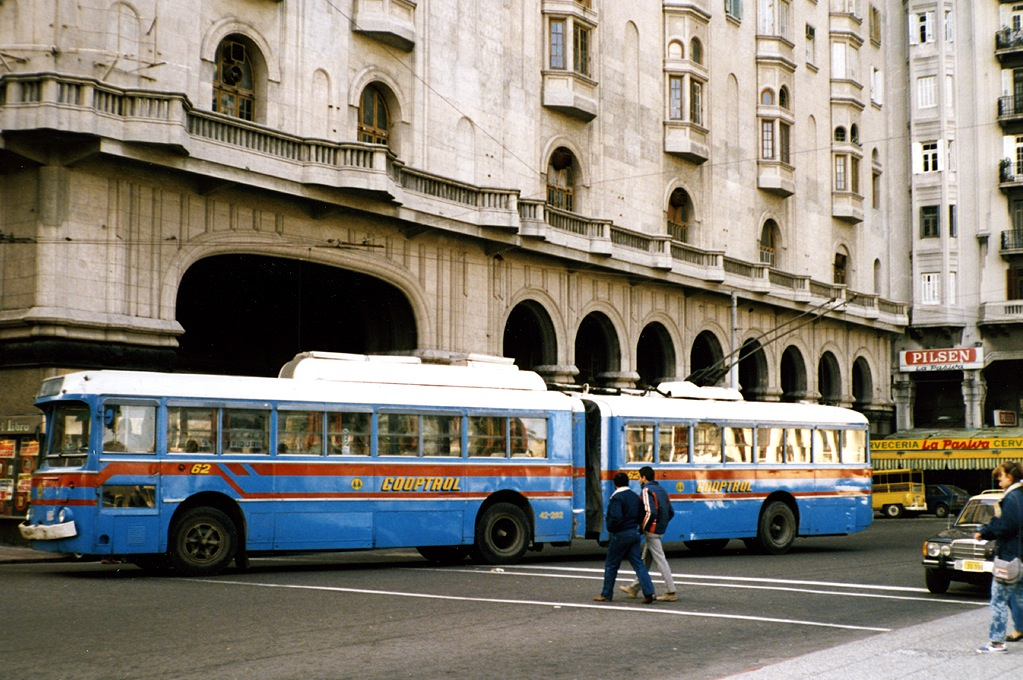
Troleibús a Montevideo, 1986.
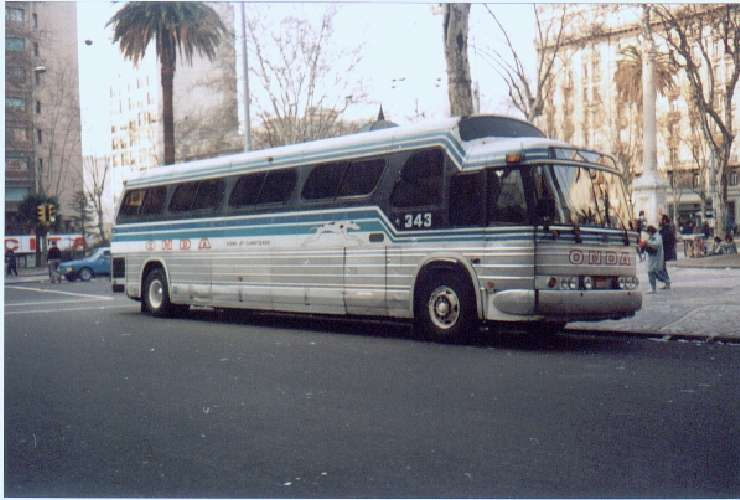
Autobús interdepartamental.
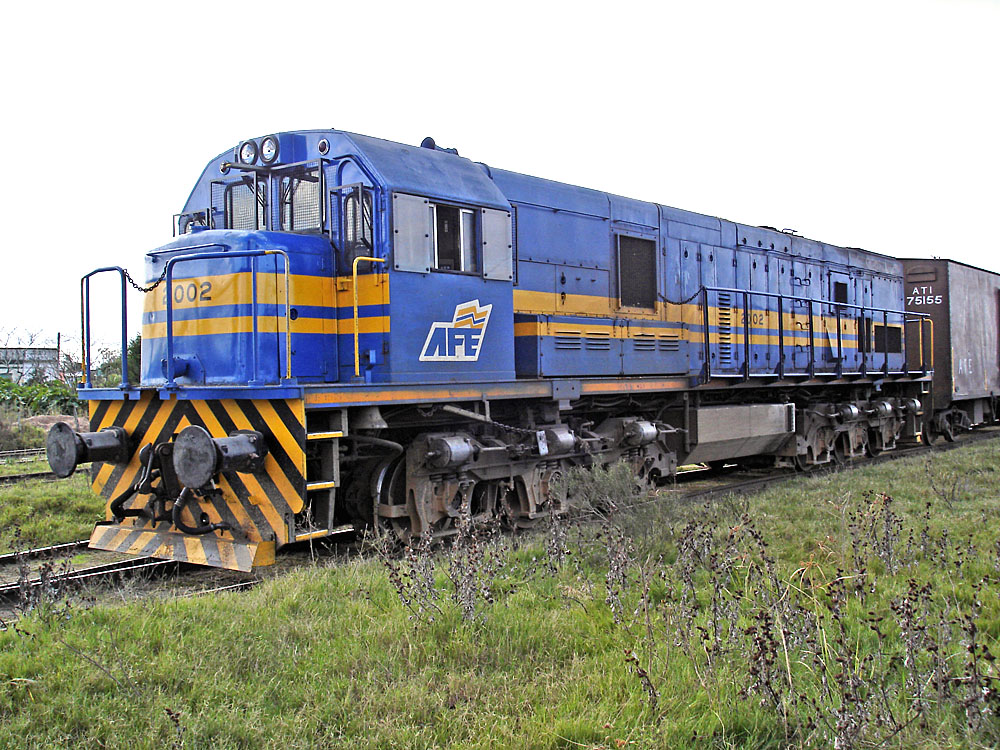
Locomotora (AFE).
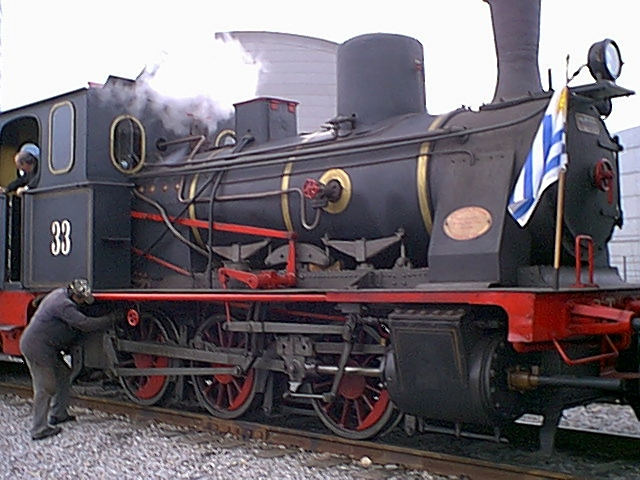
Locomotora a vapor.
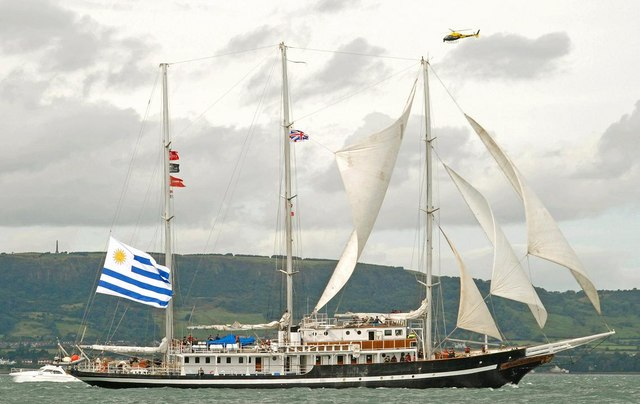
El vaixell Capità Miranda.
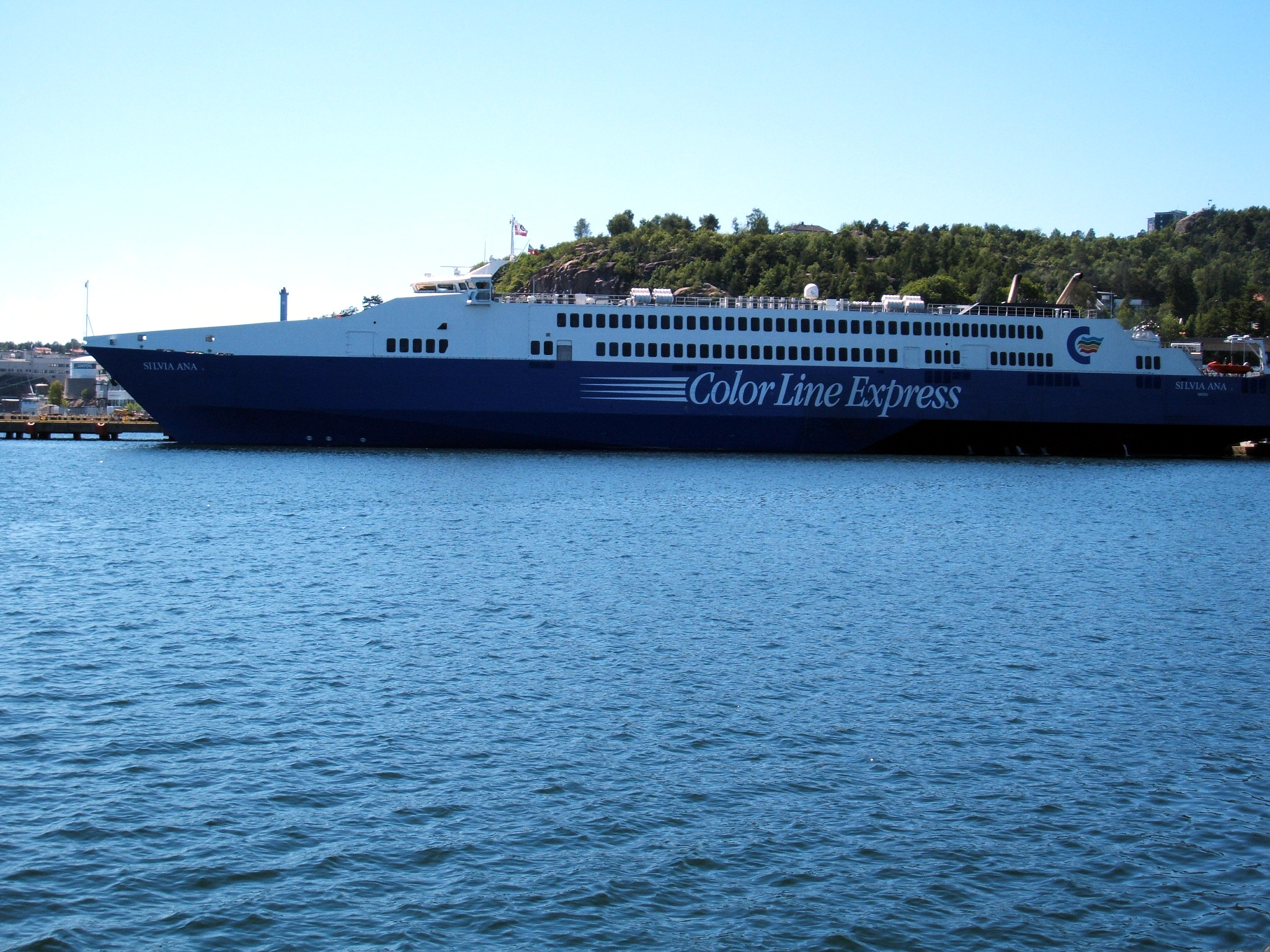
HSC Silvia Ana L.
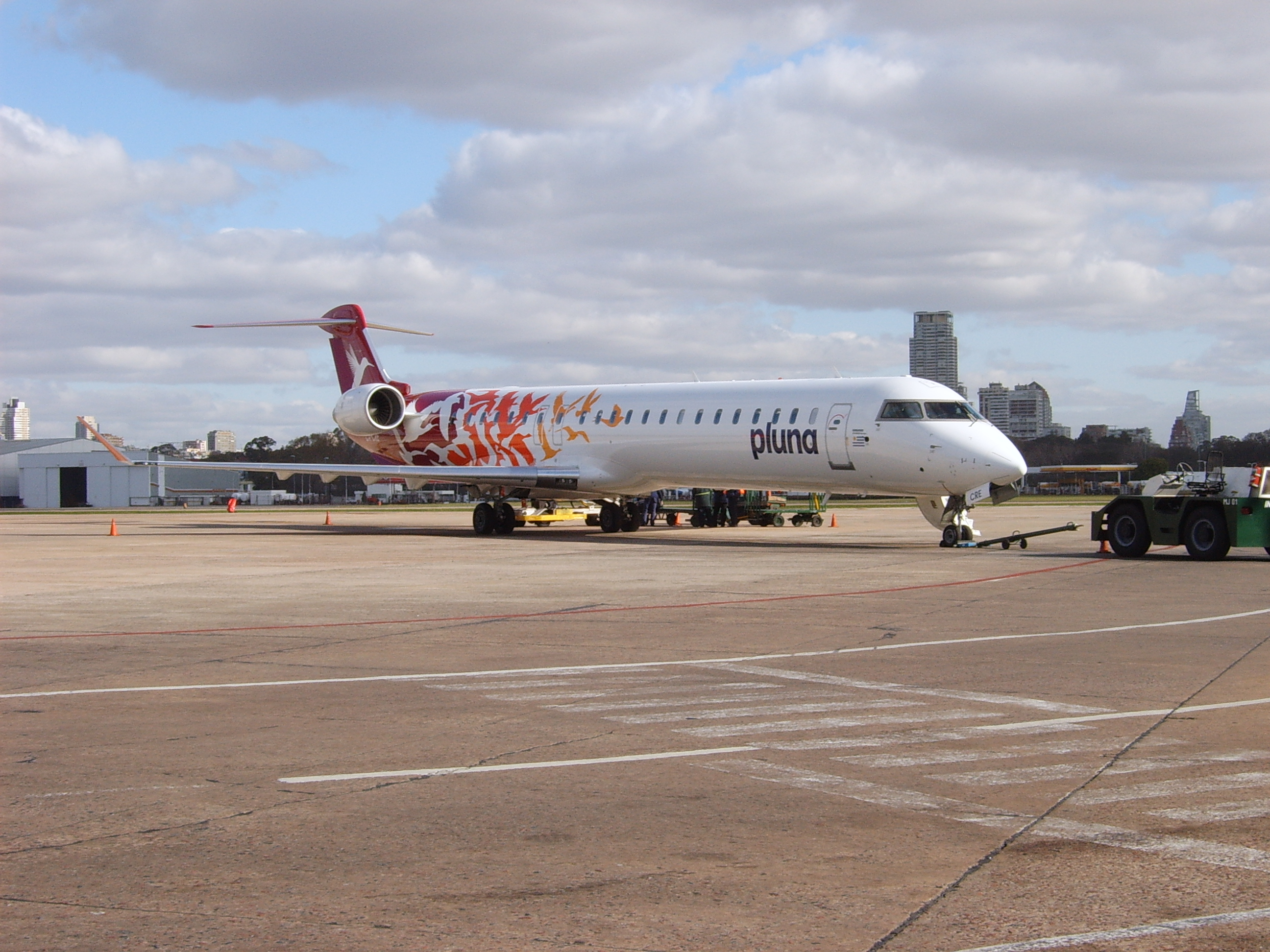
Pluna.